# Prvenstvo Zagrebačkog nogometnog podsaveza 1929./30.
Prvenstvo Zagrebačkog nogometnog podsaveza 1929./30. bilo je jedanaesto po redu nogometno natjecanje u organizaciji Zagrebačkog nogometnog podsaveza. Natjecanje je započelo 10. studenog 1929. godine, a završilo 22. lipnja 1930. godine. Utakmice su odigrane u burnoj sezoni u kojoj je Jugoslavenski nogometni savez prebačen iz Zagreba u Beograd, a Građanski je imao razdor u klubu (stari – mladi), te je nastao novi klub Građanski 1911. Prvakom je postao HAŠK, drugi put za redom, nakon što je 15. lipnja 1930. godine u predzadnjoj utakmici pred 4000 gledatelja na Igralištu HAŠK-a u Maksimiru pobijedio Concordiu 3:0.

## Natjecateljski sustav
U I. razredu igralo je 8 momčadi dvokružnim natjecateljskim sustavom. Prvak i doprvak plasirali su se u prednatjecanje državnog prvenstva, a posljednja momčad na ljestvici ispala je u II. razred.

## I. razred

### Rezultati
| rezultatska križaljka | HAŠ | CON  | GRA | VIK | ŠPA | SOK | ŽEL  | CRO |
| --------------------- | --- | ---- | --- | --- | --- | --- | ---- | --- |
| HAŠK                  | HAŠ | 2:1  | 0:0 | 9:1 | 4:2 | 4:0 | 10:3 | 6:1 |
| Concordia             | 0:3 | CON  | 5:0 | 1:0 | 9:1 | 6:1 | 5:2  | 9:2 |
| Građanski             | 3:1 | 0:2  | GRA | 3:0 | 4:2 | 5:0 | 1:0  | 8:0 |
| Viktorija             | 2:3 | 3:8  | 3:1 | VIK | 2:0 | 6:0 | 1:1  | 1:1 |
| Šparta                | 0:3 | 0:9  | 2:3 | 2:1 | ŠPA | 1:1 | 1:0  | 2:0 |
| Sokol                 | 0:3 | 2:11 | 1:2 | 2:1 | ?   | SOK | 2:1  | 5:1 |
| Željezničar           | 1:5 | 0:3  | 1:7 | 1:1 | 6:3 | 0:1 | ŽEL  | 2:1 |
| Croatia               | 0:8 | 0:8  | 0:9 | 2:7 | 0:2 | 1:0 | 0:4  | CRO |

### Ljestvica učinka
| mj | naziv kluba | uta | pob | neo | izg | pop | pri | bod |
| -- | ----------- | --- | --- | --- | --- | --- | --- | --- |
| 1. | HAŠK        | 14  | 12  | 1   | 1   | 61  | 14  | 25  |
| 2. | Concordia   | 14  | 12  | 0   | 2   | 77  | 16  | 24  |
| 3. | Građanski   | 14  | 10  | 1   | 3   | 46  | 17  | 21  |
| 4. | Viktorija   | 14  | 4   | 3   | 7   | 29  | 34  | 11  |
| 5. | Šparta      | 14  | 5   | 1   | 68  | ?   | ?   | 11  |
| 6. | Sokol       | 14  | 4   | 1   | 9   | ?   | ?   | 9   |
| 7. | Željezničar | 14  | 3   | 2   | 9   | 22  | 41  | 8   |
| 8. | Croatia     | 14  | 1   | 1   | 12  | 9   | 71  | 3   |

- Prvak HAŠK i doprvak Concordia plasirali su se u prednatjecanje državnog prvenstva
- Croatia je ispala u II. razred

## II. razred
Prvak II. razreda prvenstva Zagreba bio je Grafičar, te se time plasirao u I. razred za sezonu 1930./31.